# Sugár László (színművész)
Sugár László (Szeged, 1918. október 6. – ?, 1992. július 12.) magyar színész, rendező, színigazgató.

## Életpályája
Sugár Gyula és Cserbák Margit fiaként született. Édesapja is színész és pécsi főrendező volt, s amikor a társulat Kaposváron is játszott, egy évet gyerekként ott töltött. 18 éves korában leszerződött egy vidéki társulathoz, Somogy vármegyében: Marcaliban és Nagyatádon játszott. 1936-ban az Országos Színészegyesület Színészképző Iskolájában kapott színészi oklevelet. Az 1937–38-as évadban a debreceni színházhoz szerződött, majd játszott Ungváron, Szegeden, Kecskeméten és Pécsett is. Operettszínészként indult, később prózai színész lett.
1944-ben a szovjet hadsereg fölkérésére Káldor Jenővel és Bondi Endrével megnyitották a Szegedi Városi Színházat. Itt 1945 januárjában szakszervezetet alakítottak, ahol Jákó Pállal vezetőségi tagok voltak és Beregi Oszkár lett az elnök. Néhány évvel később részt vett a honvédség keretén belül működő művészcsoport létrehozásában is, ebből alakult meg később a Magyar Néphadsereg  Művészegyüttese. Ezután az Állami Faluszínház első lépéseinél is bábáskodott.
1945 után előbb Szegeden, majd a debreceni Csokonai Színházban és az Állami Faluszínháznál játszott és kapott címszerepeket. 1950–1955 között a Vidám Színpad tagja volt, majd amikor központilag Sopronban, Egerben és Kaposváron társulat alapítását határozták el 1955 májusában, fölkérték az utóbbi, az újjáalakított Somogyi megyei színház, a Csiky Gergely Színház első igazgatói posztjára, de ekkor még nem vállalta el, mivel túl rövid idő állt volna rendelkezésére a megszervezéshez és a szerződtetésekhez. Mivel Kondor Sándor az épület műszaki-technikai állapota miatt szintén visszamondta a tisztséget, újra megkeresték és ekkor mégis elvállalta. A következő évadban azonban már Zách János ült az igazgatói székben, Sugár Lászlót még 1956 nyarán leváltották.
1956-tól nyugdíjazásáig, 1979 őszéig a József Attila Színház színésze volt. Ezután is aktív maradt: rádiójátékokban, filmek szinkronhangjaként és televíziós szerepekben is látható, hallható volt.

## Díjai
- Munka Érdemérem (1955)[7]
- Szocialista Kultúráért elismerés (1955)[7]
- a Népművelési Minisztérium elismerő díszoklevele (1955)[8]
- a Párt régi harcosa kitüntető cím
- Szakszervezeti Munkáért kitüntetés

## Főbb színházi szerepei
- Orgon (Molière: Tartuffe)
- Pantalone (Goldoni: Két úr szolgája)
- Horatio (Shakespeare: Hamlet)
- Lysander (Shakespeare: Szentivánéji álom)
- Kántor János (Kodolányi János: Földindulás)

## Színházi rendezései
- János vitéz (Kaposvár, 1955)
- Lányok a Dunán (Kaposvár, 1956)[9]

## Filmes és televíziós szerepei
- Felfelé a lejtőn (1958)
- Jó utat, autóbusz (1961)
- Ne éljek, ha nem igaz! (1962, tévéfilm) – Dr. Dowker
- Miért rosszak a magyar filmek? (1964) – Jegyszedő
- A bunda (1966, tévéfilm) – Mitteldorf
- Holtág (1968)
- A hetedik kocsi (1970, tévéfilm) – Kertész
- Jelenidő (1971) – Nagy
- Felelet 1-8. (1974, tévésorozat)
- Ítélet előtt 1-5. (1978, tévésorozat)
- Volt egyszer egy színház (1978, tévéfilm)
- Enyhítő körülmény (1980, tévéfilm) – Vogel
- Mint oldott kéve (1983, tévésorozat) – Bécsi portás
- Özvegy és leánya 1-4. (1983, tévésorozat)
- Lakótelepi mítoszok (1985, tévéfilm)
- A főügyész felesége (1990, tévéfilm)

## Szinkronszerepei

### Filmek
| Év   | Cím                                                          | Szereplő                              | Színész             | Szinkron év |
| ---- | ------------------------------------------------------------ | ------------------------------------- | ------------------- | ----------- |
| 1935 | Eladó kísértet                                               | N/A                                   | N/A                 | 1979        |
| 1937 | Zola élete                                                   | N/A                                   | N/A                 | 1963        |
| 1939 | Hulló csillagok                                              | N/A                                   | N/A                 | 1974        |
| 1944 | A hetedik kereszt (1. magyar szinkron)                       | N/A                                   | N/A                 | 1959        |
| 1947 | Az üldözött                                                  | N/A                                   | N/A                 | 1963        |
| 1949 | A mulatt kisfiú                                              | N/A                                   | N/A                 | 1963        |
| 1949 | Keserű rizs (1. magyar szinkron)                             | N/A                                   | N/A                 | 1967        |
| 1949 | Táncolj a Broadway-n! (1. magyar szinkron)                   | N/A                                   | N/A                 | 1971        |
| 1952 | Kuszó Maxi                                                   | N/A                                   | N/A                 | 1967        |
| 1952 | Trent utolsó kalandja                                        | N/A                                   | N/A                 | 1963        |
| 1954 | Bertoldo, Bertoldino és Cacasenno                            | N/A                                   | N/A                 | 1967        |
| 1955 | Édentől keletre                                              | N/A                                   | N/A                 | 1972        |
| 1955 | Fegyházban történt                                           | N/A                                   | N/A                 | 1967        |
| 1955 | Papa, mama, a feleségem meg én (1. magyar szinkron)          | N/A                                   | N/A                 | 1964        |
| 1956 | 80 nap alatt a Föld körül (1. magyar szinkron)               | N/A                                   | N/A                 | 1972        |
| 1956 | Hosszú kéz                                                   | N/A                                   | N/A                 | 1967        |
| 1956 | Jó napot, doktor!                                            | N/A                                   | N/A                 | 1961        |
| 1956 | Nem futhatsz el előle                                        | N/A                                   | N/A                 | 1968        |
| 1957 | Visszatérek                                                  | N/A                                   | N/A                 | 1964        |
| 1958 | Rendkívüli történet                                          | Kalugin kapitány                      | Alekszandr Anurov   | 1959        |
| 1959 | Archimedes, a csavargó (1. magyar szinkron)                  | N/A                                   | N/A                 | 1962        |
| 1960 | Legénylakás (1. magyar szinkron)                             | N/A                                   | N/A                 | 1970        |
| 1962 | A szolga                                                     | Lord Mounset                          | Richard Vernon      | 1968        |
| 1962 | Kutyaházban                                                  | N/A                                   | N/A                 | 1967        |
| 1962 | Napfogyatkozás (1. magyar szinkron)                          | N/A                                   | N/A                 | 1979        |
| 1963 | A verebek nem énekelnek                                      | N/A                                   | N/A                 | 1968        |
| 1963 | Rózsaszín párduc 1.: A rózsaszín párduc (1. magyar szinkron) | N/A                                   | N/A                 | 1977        |
| 1964 | A boszorkánymester                                           | Messer embere                         | N/A                 | 1973        |
| 1964 | Az ügyefogyott (1. magyar szinkron)                          | Pincér                                | N/A                 | 1989        |
| 1964 | Bársonyos bőr                                                | N/A                                   | N/A                 | 1972        |
| 1964 | Hajrá, franciák!                                             | N/A                                   | N/A                 | 1975        |
| 1964 | Jean-Marc, avagy a házasélet                                 | N/A                                   | N/A                 | 1972        |
| 1964 | Old Shatterhand (1. magyar szinkron)                         | N/A                                   | N/A                 | 1974        |
| 1964 | Számadás a lelkiismerettel                                   | N/A                                   | N/A                 | 1965        |
| 1965 | Verseny a javából                                            | N/A                                   | N/A                 | 1977        |
| 1966 | Mese Szaltán cárról                                          | N/A                                   | N/A                 | 1973        |
| 1966 | Mona Lisa tolvaja                                            | Merlin, a bűvész                      | Alberto Bonucci     | 1966        |
| 1967 | Juan kalandjai                                               | N/A                                   | N/A                 | 1969        |
| 1967 | Megfagyott villámok                                          | N/A                                   | N/A                 | 1967        |
| 1967 | Mint a bagoly nappal                                         | N/A                                   | N/A                 | 1968        |
| 1967 | Nyugodjanak békében                                          | N/A                                   | N/A                 | 1981        |
| 1967 | Szerződés az ördöggel                                        | N/A                                   | N/A                 | 1968        |
| 1968 | Galileo Galilei                                              | N/A                                   | N/A                 | 1969        |
| 1968 | Pajzs és kard                                                | N/A                                   | N/A                 | 1968        |
| 1969 | 12+1 (1. magyar szinkron)                                    | N/A                                   | N/A                 | 1970        |
| 1969 | Ha kedd van, akkor ez Belgium (1. magyar szinkron)           | Hotelrecepciós                        | N/A                 | 1970        |
| 1969 | Katonák szoknyában                                           | N/A                                   | N/A                 | 1969        |
| 1970 | Cromwell (1. magyar szinkron)                                | N/A                                   | N/A                 | 1971        |
| 1971 | Lövés a lángokból                                            | N/A                                   | N/A                 | 1972        |
| 1971 | Pisztolypárbaj (1. magyar szinkron)                          | ?                                     | ?                   | 1978        |
| 1972 | A halott asszony visszatér (1. magyar szinkron)              | N/A                                   | N/A                 | 1974        |
| 1972 | Privalov milliói                                             | N/A                                   | N/A                 | 1978        |
| 1972 | Szent Teréz és az ördögök                                    | N/A                                   | N/A                 | 1973        |
| 1973 | Amarcord                                                     | Fényképész                            | N/A                 | 1984        |
| 1973 | Az utolsó percig                                             | N/A                                   | N/A                 | 1974        |
| 1973 | Különben dühbe jövünk (1. magyar szinkron)                   | A Főnök pincére                       | N/A                 | 1982        |
| 1974 | Run Run Joe                                                  | N/A                                   | N/A                 | 1991        |
| 1975 | A Csendes-óceán kalózai                                      | N/A                                   | N/A                 | 1976        |
| 1975 | Lloyd George járt minálunk                                   | Robertson                             | John Barrett        | 1978        |
| 1976 | Az elítélt                                                   | Lekarz                                | Andrzej Polkowski   | 1977        |
| 1977 | Júlia                                                        | N/A                                   | N/A                 | 1979        |
| 1977 | Szextett                                                     | Caputino Cabati, a keresztapaRiporter | N/A                 | 1992        |
| 1979 | Katasztrófa földön-égen                                      | Utas kiugrott állkapoccsal            | Alekszandr Pasutyin | 1980        |
| 1984 | Szupernagyi I. (tévésorozat)                                 | N/A                                   | N/A                 | 1987        |
| 1985 | Az ifjú Sherlock Holmes és a félelem piramisa                | Éttermi igazgató                      | Lew Hooper          | 1989        |
| 1985 | Kémek, mint mi (1. magyar szinkron)                          | N/A                                   | N/A                 | 1989        |
| 1987 | A híradó sztárjai                                            | N/A                                   | N/A                 | 1989        |
| 1987 | James Bond 15.: Halálos rémületben (1. magyar szinkron)      | N/A                                   | N/A                 | 1990        |
| 1988 | A Bourne-rejtély (1. magyar szinkron)                        | N/A                                   | N/A                 | 1992        |
| 1988 | Beetlejuice – Kísértethistória                               | N/A                                   | N/A                 | 1992        |
| 1988 | Csupasz pisztoly                                             | Doktor a kórházban                    | N/A                 | 1989        |
| 1988 | Nico (1. magyar szinkron)                                    | N/A                                   | N/A                 | 1991        |
| 1990 | A kölyök                                                     | N/A                                   | N/A                 | 1991        |

### Rajzfilmek
| Év        | Cím                                          | Szereplő            | Szinkronhang | Szinkron év |
| --------- | -------------------------------------------- | ------------------- | ------------ | ----------- |
| 1985      | Jack és az óriás, Könyvmoly kapitány szerint | Öreg Sorközi        | N/A          | 1990        |
| 1987-1989 | Kacsamesék I-II/1-75.                        | Eduháp              | Chuck McCann | 1990-1992   |
| 1989      | Denver, az utolsó dinoszaurusz II.           | Idős férj a parkban | N/A          | 1991        |
| 1990      | Kacsamesék: Az elveszett lámpa kincse        | Eduháp              | Chuck McCann | 1991        |

## Művei
- Pincelakás (négyfelvonásos színmű, Városi Színház, 1945)[19]